# 石本鏆太郎

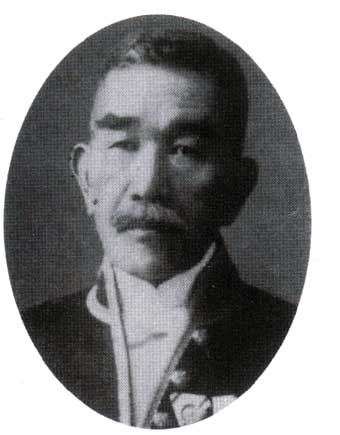
石本鏆太郎

石本 鏆太郎（いしもと かんたろう、1864年5月9日（元治元年4月4日） - 1933年（昭和8年）12月30日）は、大正から昭和時代初期の政治家、実業家。衆議院議員。大連市長。台湾から関東州へアヘン専売制を持ち込み巨万の富を築き大連のアヘン王と呼ばれた。

## 経歴
土佐国長岡郡八幡村（高知県長岡郡岡豊村八幡を経て、現在の南国市）に生まれる。東京大学予備門に学ぶ。渡清し、上海でフランス語、中国語を学ぶ。北京にも留学した。西郷隆盛大使附通訳官を経て、日清、日露両戦役に陸軍通訳として従軍する。ついで台湾総督府専売局翻訳官、関東州民政署満州利源調査委員、関東都督府事務嘱託を経て、大連市長に就任する。ほか、大連高等女学校や奉天日々新聞を経営する傍ら、アヘン製造販売業に従事し巨万の富を得た。
1915年（大正4年）3月の第12回衆議院議員総選挙では高知県郡部から立憲同志会所属で出馬し当選。1917年（大正6年）の総選挙でも再選を果たすが、1918年（大正7年）2月7日に大審院で衆議院議員選挙法訴訟事件の裁判が確定したため失格した。墓所は東京の青山霊園。

## 親族
- 弟：石本権四郎（満蒙独立運動の志士、大連のアヘン事業を兄より引き継ぎ1932年関東軍による熱河作戦でアヘン利権の交渉の最中にを地元軍閥に殺される）[1]